# Symplectoscyphus erectus
Symplectoscyphus erectus is een hydroïdpoliep uit de familie Sertulariidae. De poliep komt uit het geslacht Symplectoscyphus. Symplectoscyphus erectus werd in 1938 voor het eerst wetenschappelijk beschreven door Fraser. 